# ThinThread
ThinThread ist der Name eines Abhörprogramms, das von der National Security Agency in den 1990er  von William Binney entwickelt wurde.
Das Programm wurde drei Wochen vor den Terroranschlägen am 11. September 2001 eingestellt.
Es gilt jedoch als Blaupause für aktuelle Analysetechniken der NSA.